# El Cuarteto de Nos
El Cuarteto de Nos — уругвайская рок-группа, образованная в 1984 году в Монтевидео.

## История

### Предыстория
Идея El Cuarteto de Nos возникла много ранее, чем они решили заниматься музыкой, и происходила из подростковой игры между братьями Муссо (Роберто и Рикардо). Они играли в создание воображаемого города «Тахо» со всеми поэтами и персонажами, которые позднее превратились в действующих лиц в их песнях. Потом Сантьяго Тавелья (исп. Santiago Tavella) тоже присоединился к игре.
В последующие годы группа, состоящая из трёх человек, играла каверы на песни The Beatles и инструментальную музыку в университетской среде, считая, что их собственные песни никого не заинтересуют. Однажды, вдохновлённые шоу Лео Маслиа (исп. Leo Maslíah), они решили начать играть свои песни с текстами, полными едкого юмора.

## Состав группы

### Нынешний состав
- Роберто Муссо — голос, ритм-гитара
- Сантьяго Тавелья — бас-гитара
- Алваро Пинтос — ударные
- Густаво «Топо» Атунья — соло-гитара
- Сантьяго Марреро — клавишные

### Бывшие участники
- Рики Муссо — соло-гитара (1984—2009)
- Андрес Бедо — клавишные (1988—2006)
- Леонардо Баронсини — ударные (1984—1984)

## Дискография
- 1984 — El Cuarteto de Nos / Alberto Wolf (совместно с Альберто Вольфом)
- 1986 — Soy una arveja
- 1988 — Emilio García
- 1991 — Canciones del corazón
- 1994 — Otra navidad en las trincheras
- 1995 — Barranca abajo
- 1996 — El tren bala
- 1998 — Revista ¡¡Ésta!!
- 2000 — Cortamambo
- 2004 — El Cuarteto de Nos
- 2006 — Raro
- 2009 — Bipolar
- 2012 — Porfiado
- 2014 — Habla tu espejo
- 2017 — «Apocalipsis Zombie» despues con su ultimo hasta ahora que es Lamina 11